# Фонтанелле
Фонтанелле (итал. Fontanelle, вен. Fontanełe) — коммуна в Италии, располагается в провинции Тревизо области Венеция.
Население составляет 5634 человека (на 2004 г.), плотность населения составляет 156 чел./км². Занимает площадь 35 км². Почтовый индекс — 31043. Телефонный код — 0422.
Покровителями коммуны почитаются святые апостолы Пётр и Павел, празднование 29 июня.

## Города-побратимы
- Отрив (Франция)